# Moje wspaniałe życie
Moje wspaniałe życie – polska komedia obyczajowa z 2021 roku w reżyserii Łukasza Grzegorzka.

## Fabuła
Tkwiąca w nieszczęśliwym małżeństwie nauczycielka angielskiego walczy o swoją wielopokoleniową rodzinę, próbując powstrzymać anonimowego szantażystę przed ujawnieniem jej tajemnicy.

## Obsada
- Agata Buzek – Joanna „Jo” Lisiecka
- Jacek Braciak – Witek Lisiecki
- Adam Woronowicz – Maciek
- Małgorzata Zajączkowska – Babcia
- Jakub Zając – Adam
- Wiktoria Wolańska – Karina
- Karolina Bruchnicka – Polonistka
- Jaromír Nohavica – Barman
- Marta Ścisłowicz – Lekarka

## Produkcja
Zdjęcia do filmu realizowano w Nysie, Oleśnicy i Prudniku.

## Nominacje i nagrody
- Orzeł za najlepszy scenariusz – nominacja
- Orzeł za najlepszą główną rolę męską (Jacek Braciak) – nominacja
- Orzeł za najlepszą główną rolę kobiecą (Agata Buzek) – nagroda[3]
- Orzeł za najlepszą drugoplanową rolę męską (Adam Woronowicz) – nominacja
- Złote Taśmy: Najlepszy Film Polski – nominacja